# Mitsubishi Debonair
Mitsubishi Debonair (яп. 三菱・デボネア, хэпбёрн: Mitsubishi Debonea) — четырёхдверный люксовый седан, выпускавшийся компанией Mitsubishi Motors с 1964 по 1999 год.

## Описание
Mitsubishi Debonair впервые был представлен на Токийском автосалоне в октябре 1963 года. Это первый бизнес-седан, оснащённый 2,0-литровым, шестицилиндровым двигателем KE64, габариты которого соответствовали системам классификации легкового автотранспорта.
В момент дебюта автомобиль рассматривался как «люксовый» вариант Mitsubishi Colt 1000, поскольку Mitsubishi Galant дебютировал только в 1969 году. В Японии он продавался под названием Galant Shop. Производство Mitsubishi Debonair началось в октябре 1964 года, в момент начала Летних Олимпийских игр.

## Первое поколение (A30/A31/A32/A33; 1964—1986)
Mitsubishi Debonair являлся конкурентом автомобилей Nissan Cedric, Prince Gloria, Isuzu Bellel и Toyota Crown. При разработке дизайна компания ориентировалась на Toyota Century.
Первоначально автомобили оснащались шестицилиндровым двигателем KE64 объёмом 1991 см3 с двумя карбюраторами, мощностью 105 л. с. при 5000 об/мин. В сентябре 1970 года на автомобиль начали устанавливать двигатель 6G34 объёмом 1994 см3, мощностью 105 л. с.
В октябре 1973 года автомобиль прошёл фейслифтинг: передние указатели поворота были перенесены на крылья, вентиляционные окна были удалены, а L-образные задние фонари были заменены прямоугольными.
В июне 1976 года четырёхступенчатая механическая трансмиссия уступила место трёхступенчатой автоматической. Одновременно с этим шестицилиндровый двигатель 6G34 был заменён четырёхцилиндровым 4G54.
К окончанию производства было выпущено 205 единиц.

### Галерея
- Вид сзади
- Вид спереди

## Второе поколение (S11A/S12A; 1986—1992)
В июле 1986 года было представлено второе поколение Mitsubishi Debonair с переднеприводной компоновкой. На автомобиль устанавливались двигатели Mitsubishi 6G71 объёмом 2,0 литра и Mitsubishi 6G72 объёмом 3,0 литра. В мае 1991 года автомобиль прошёл рестайлинг. В октябре 1992 года автомобиль был снят с производства.

### Галерея
- Вид сзади
- Mitsubishi Debonair V 2.0 Exceed
- Mitsubishi Debonair V 3.0
- Hyundai Grandeur

## Третье поколение (S22A/S26A/S27A; 1992—1999)
В конце 1992 года дебютировал Debonair третьего поколения. Он оснащался двигателями 6G72 и 6G74. В ноябре 1999 года автомобиль был снят с производства.

### Галерея
- Debonair Executive I (S22A)
- Вид сзади